# Мармижі (Калузька область)
Мармижі (рос. Мармыжи) — село в Мещовському районі Калузької області Російської Федерації.
Населення становить 277 осіб. Входить до складу муніципального утворення Селище Молодіжний.

## Історія
Від 2004 року входить до складу муніципального утворення Селище Молодіжний.

## Населення
| 2002 | 2010 |
| ---- | ---- |
| 282  | ↘277 |